# Memphis, Texas
Memphis là một thành phố thuộc quận Hall, tiểu bang Texas, Hoa Kỳ. Năm 2010, dân số của xã này là 2290 người.

## Dân số
- Dân số năm 2000: 2479 người.
- Dân số năm 2010: 2290 người.